# Leknes flygplats
Leknes flygplats  (norska: Leknes lufthavn) är en regional flygplats norr om staden Leknes på ön Vestvågøy i Nordland fylke i norra Norge. Flygplatsen ägs och drivs av Avinor.

## Faciliteter
Flygplatsen har en avgiftsbelagd parkering (under två timmar är det gratis) både för kort och lång tid. Det finns inga flygbussar men taxi och biluthyrning är tillgängligt. Det finns heller inga butiker eller restauranger men automater med snacks och drycker finns i ankomsthallen.

## Framtid
Eftersom det inte längre (efter 2010) finns annat än små (under 20 säten) nya flygplan att köpa som kan använda 800-metersbanor[källa behövs] som till exempel Leknes, måste något göras. Man har utrett olika alternativ, bland annat att bygga en ny flygplats vid Gimsøy 30 km nordöst om Leknes, vilket hade störst lokalt politiskt stöd. I juni 2019 uttalade Avinor att utbyggnad av Leknes är det bästa alternativet for en storflyplass på Lofoten, av väderskäl (vind och dimma). Gimsøy har avvisats av detta skäl. Svolvær flygplats som också har en mycket kort bana och inte har plats att förlänga den planeras lägga ned, samt att bättre väg byggs mellan Leknes och Svolvær (67 km vilket kan förkortas till 60 km). Flygplatsen planeras byggas under 2020-talet[uppföljning saknas] och till dess används Widerøes flotta av lite äldre flygplan.

## Galleri

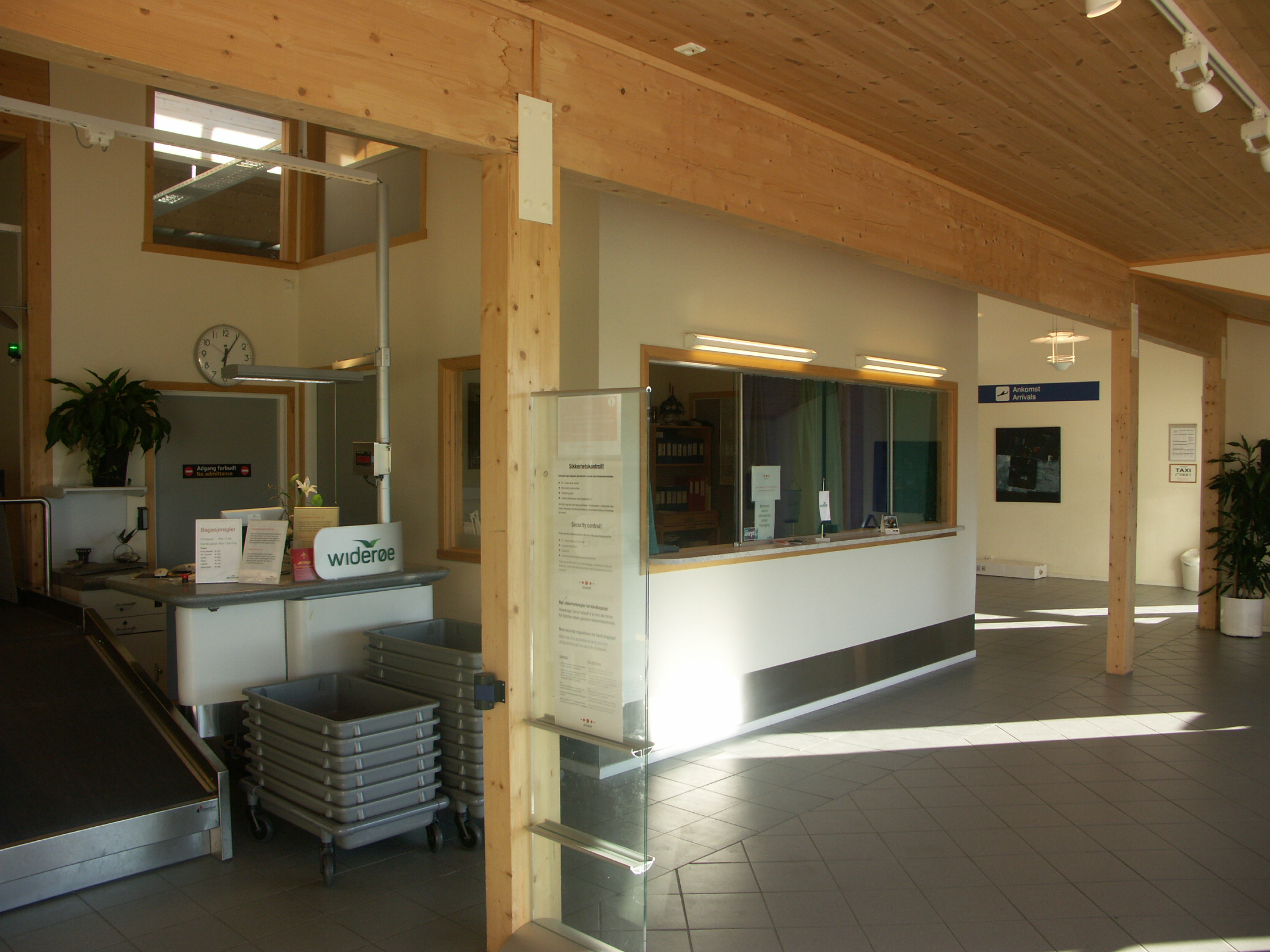
Incheckningsdisk.
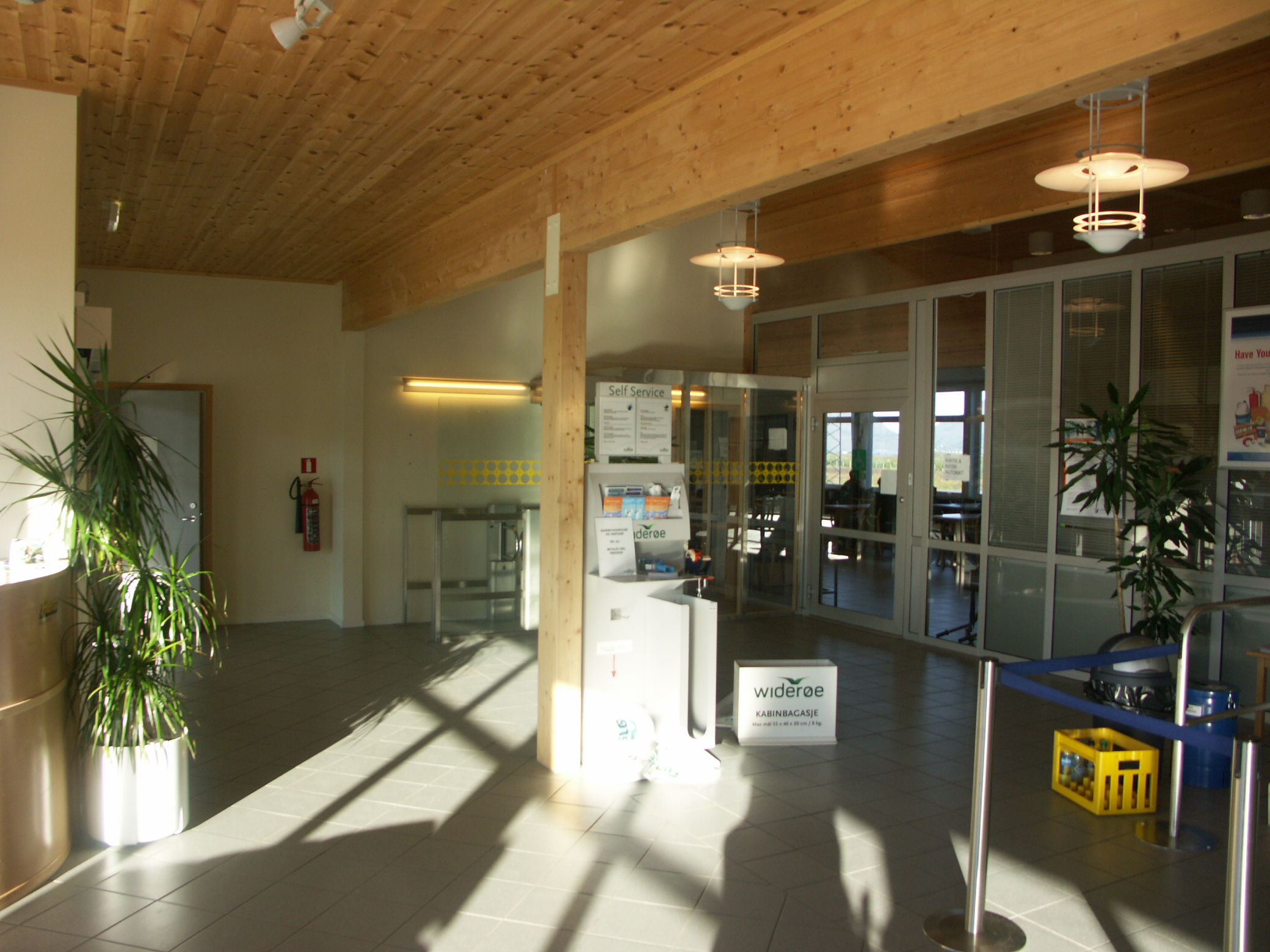
Avgångshall.
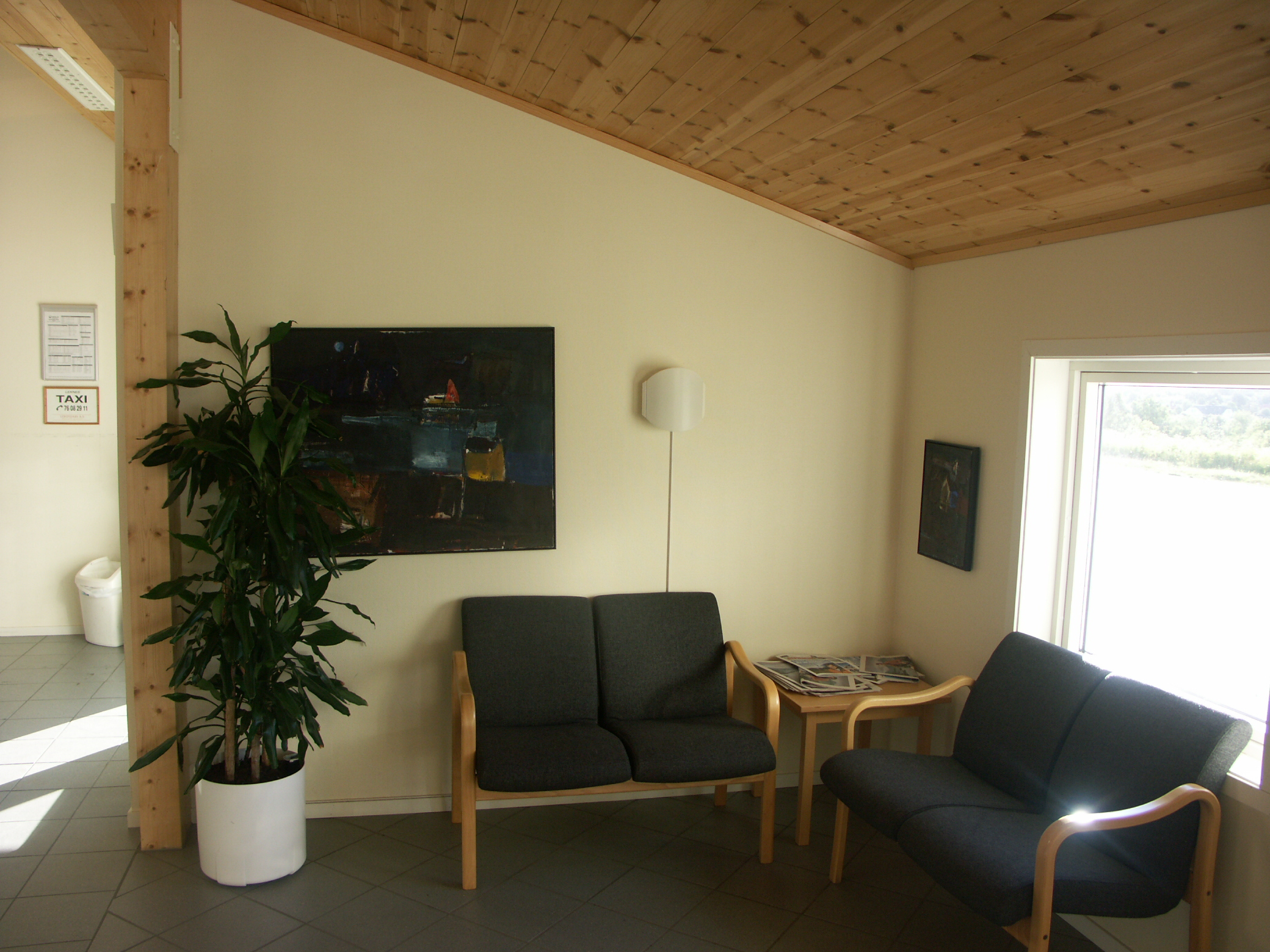
Väntehall.
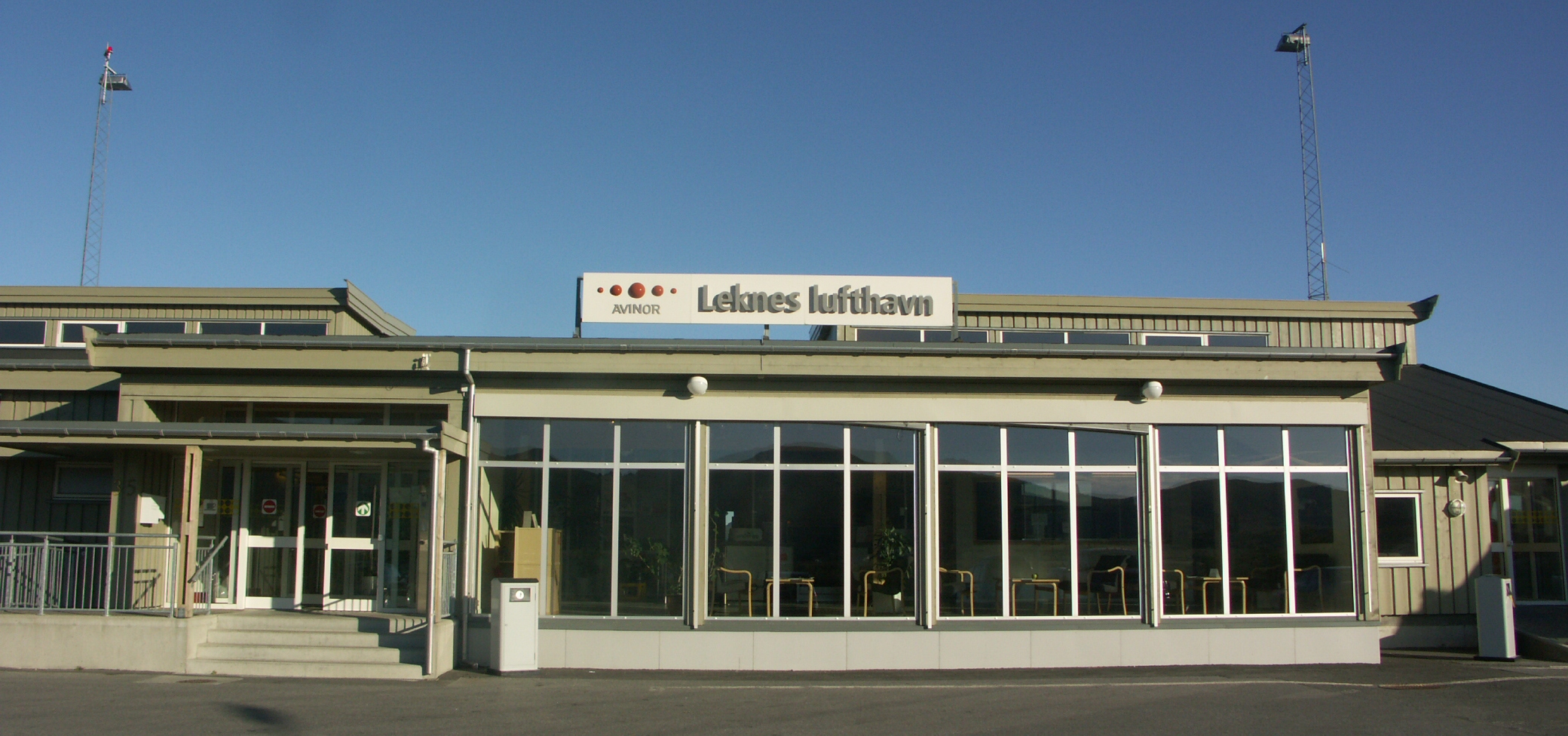
Exteriören.